# Hilda Solís
Hilda L. Solís (nacida el 20 de octubre de 1957 en Los Ángeles, California) es una política estadounidense, que se desempeñó como Secretaria de Trabajo de los Estados Unidos. Fue confirmada por el Senado el 24 de febrero de 2009 y luego de casi cuatro años en el cargo, presentó su renuncia ante el presidente Barack Obama, el 9 de enero de 2013. Antes de obtener este puesto, era congresista demócrata en la Cámara de Representantes de Estados Unidos desde 2001, representando los 31 y 32 distritos congresionales de California que incluyen el este de Los Ángeles y el Valle de San Gabriel.

## Antecedentes
Nació en Los Ángeles, California, Solís es la hija de dos inmigrantes que se encontraron en una clase de ciudadanía y se casaron en 1953: Juana Sequeira (n. 1926 Nicaragua) y Raúl Solís (Coscomatepec, Veracruz, México). Su padre era organizador en el sindicato de trabajadores, Los Teamsters, en México y después de haberse mudado a los Estados Unidos trabajaba en la fábrica de Quemetco en el Valle de San Gabriel en una planta recicladora de pilas. Allí en el valle su padre organizaba también para el sindicato, luchando por mejores prestaciones de salud para los trabajadores. Su madre trabajaba durante más de 20 años en la cadena de producción de Mattel cuando sus hijos estudiaban en la escuela y pertenecía a los United Rubber Workers. Subrayaba la importancia de la educación y era una católica devota. No está de acuerdo con la doctrina de la iglesia en respecto al aborto.
Hilda es la tercera de siete hermanos (cuatro hermanas y dos hermanos) y creció en una casa en La Puente, California. Tenía que ayudar a cuidar de sus hermanos menores y luego dijo de su niñez, "No era lo que yo llamaría la vida estadounidense típica de una niña creciendo. Teníamos que madurar muy rápidamente." Recibió el bachillerato de La Puente High School donde se dio cuenta de la falta de apoyo para los que querían seguir con su educación. Llevaba a sus hermanas pequeñas a la biblioteca para pedirles que siguieran su ejemplo.
Fue la primera persona de su familia que asistía a la universidad, siendo aceptado por un programa de la Universidad  Estatal Politécnica de  California, Pomona que les da ayuda a los estudiantes viniendo de la pobreza y que son los primeros en sus familias en asistir a la universidad. Pagó su educación con la ayuda de becas federales y con sus ingresos de empleos a tiempo parcial. Se licenció en Ciencia Política en 1979. Dos años después obtuvo un máster en Administración Pública en la Universidad del Sur de California en 1981.

## Inicios en política
Comenzó su carrera como miembro de la administración de Jimmy Carter en la Oficina de Asuntos Hispánicos en la Casa Blanca donde fue la editora ejecutiva de un boletín informativo durante un trabajo temporal que formaba parte de su programa académico. A principios de la administración de Ronald Reagan en 1981, se hizo analista de administración a la División de Derechos Civiles de la Oficina de Administración y Presupuestos, pero su desagrado por la política de Ronald Reagan se motivó a dejar la administración más tarde en el mismo año.
En Washington D. C. se encontró con Sam H. Sayyad, con quien se casó posteriormente. Su esposo posee un taller mecánico en Irwindale, California. La pareja reside actualmente en una casa modesta en El Monte, CA que no se ubica lejos de donde ella creció.
A su regreso a California, se hizo directora de un programa llamado California Student Opportunity and Access Program que ayudaba a jóvenes en desventaja a preparase para la universidad. Particularmente trabajaba con el distrito de Whittier Union High School. En 1985, fue elegida al Consejo de Administración del distrito de Rio Hondo Community College, haciendo duró una campaña en contra del titular y un otro candidato bien conocido y haciéndose la ganadora. Fue reelegida en 1989. Durante su periodo como concejala, luchaba por mejor formación profesional en el instituto y buscaba aumentar el número de puestos ocupados por minorías y mujeres. Ingresó en varias cámaras de comercio en California y varias organizaciones femeninas y latinas. Ganó más reconocimiento en 1991 cuando fue nombrada Comisaria de la Comisión de Seguro de Los Ángeles por la supervisora del Condado de Los Ángeles, Gloria Molina, su mentora política. Además fue jefa de la Oficina del senador estatal Art Torres.

## Legislatura Estatal de California

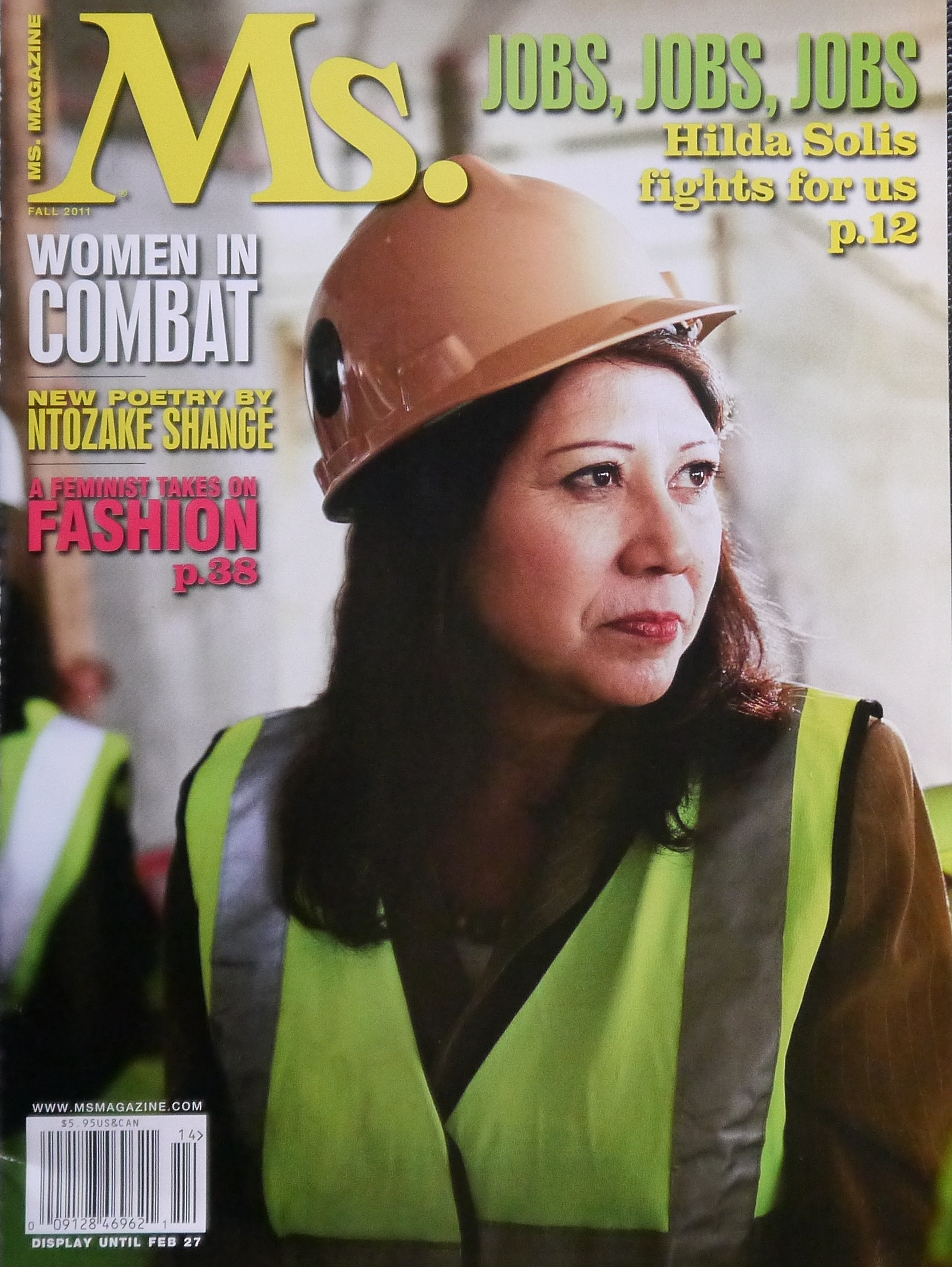
Solis en el año 2011

Tuvo la oportunidad de presentarse a las elecciones para la Asamblea Estatal de California después de que los distritos californios se dividieron de nuevo en 1991 cuando el titular, Dave Elder, del Distrito número 57 donde ella residió fue traslado a otro distrito mientras su nuevo representante se retiró de la política. En las primarias demócratas de junio de 1992 las oponentes de Solís ganaron el apoyo del congresista poderoso Richard Polanco y el titular anterior. Tenía el apoyo de Gloria Molina y la congresista Barbara Boxer y lanzó una campaña que se concentró en visitas a las casas de los ciudadanos de su distrito y en la que su madre se apareció haciendo burritos para voluntarios de la campaña. Salió victoriosa de la carrera entre tres candidatos demócratas, obteniendo el 49% de los votos y adelantándose al futuro representante estatal Ed Chávez que obtuvo el 31%. En las elecciones generales, obtuvo el 61% de los votos comparado con el 34% del candidato republicano Gary Woods, ganando el escaño en la asamblea estatal. Fue uno de los siete latinos que ganaron escaños en la asamblea a raíz de la división de distritos y que llegaron a ser conocidos como "Los siete". Fue uno de los más liberales de este grupo ideológicamente diverso.
Durante su único mandato como representante Estatal desempeñó un papel importante en el debate sobre la inmigración ilegal en los Estados Unidos, apoyando un proyecto de ley que permitió a los inmigrantes ilegales asistir a las universidades en California siempre que fueran ciudadanos del estado de California. Apoyó los trabajadores y estuvo en contra de la industria tabacalera, apoyando un proyecto de ley que prohibió a empleados fumar en los lugares de trabajo. Fue miembro de varios comités que se trataron con temas educativos, temas laborales, y temas medioambientales, incluyendo un nuevo comité que se trató con la contaminación de agua subterránea y el escape de vertederos de basura. No fue reconocida como una gran oradora.
El titular demócrata del Distrito número 24 del Senado Estatal de California, Art Torres, abandonó su escaño cuando fue proclamado candidato para el cargo de Comisario de la Comisión de Seguro de California. Solís se presentó a las primarias demócratas para este escaño en las que ganó con el 63% de los votos contra dos adversarios y luego derrotó al candidato republicano, Dave Boyer, en las elecciones generales con el 63% de los votos contra el 33% de su adversario. Se convirtió en la primera mujer latina en la historia que fue miembro del Senado Estatal de California y la primera mujer que representó al Valle de San Gabriel. Además fue la más joven del senado en ese tiempo. Fue reelegida en 1998 con el 74% de los votos.
En el senado estatal, escribió 17 proyectos de ley para prevenir la violencia doméstica y se trató con temas de trabajo, educación, y salud. Se definió como "ser partidario del poder del gobierno, si es bien hecho, de mejorar la calidad de vida". En 1995 propuso un proyecto de ley que aumentaría el salario mínimo de $4,25 a $5,75 por hora. Las organizaciones de negocio y la industria de restaurantes y alimentos se opusieron rotundamente a esta propuesta. Cuando el gobernador de California Pete Wilson lo vetó, Solís organizó una campaña exitosa a favor de transformar la propuesta en una iniciativa popular de ley en el año siguiente, gastando $50.000 de sus propios fondos electorales y recabando el apoyo de los sindicatos de trabajadores. La aprobación de la iniciativa popular le dio una reputación por todo el estado y otros estados siguieron con iniciativas similares. Se hizo cargo del comité laboral y se estableció como leal a los intereses de trabajadores, pero se encargó de establecer relaciones con los republicanos del comité. Realizó audiencias públicas de gran visibilidad sobre la aplicación de leyes laborales siguiendo una redada en una fábrica donde se explotó a 70 trabajadores tailandeses. Llamó por teléfono a varios fabricantes textiles para preguntarles explicarse y promovió la dura aplicación de las leyes contra los talleres de explotación laboral. El senador estatal republicano, Ray Hanes, dijo más tarde que "Solís fue
una liberal comprometida y se metió en el bolsillo de los sindicatos de trabajadores," pero el líder del partido republicano en el senado estatal, Rob Hurtt dijo de ella, "Claro que no vemos de la misma manera. Pero fue muy respetuosa. Le doy mucho mérito. Es muy aplicada y conoce bien los temas."
Fue activista medioambiental en la Asamblea Estatal debido a la preocupación que provino de su infancia en la que vivió muy cerca del vertedero de Puente Hills y de haber visitado con frecuencia las Montañas de San Gabriel. En 1997 trabajó para aprobar legislación de justicia medioambiental con una ley para proteger las comunidades minoritarias y de bajos ingresos contra los vertederos nuevamente establecidos, fuentes de contaminación, y de otros riesgos medioambientales.